# Ricard Casas
| (44103) Aldana            | 4. April 1998 |  |
| - [1] mit Cristina Zurita |               |  |

Ricard Casas ist ein spanischer Astronom und Asteroidenentdecker.
Er entdeckte in den Jahren 1998 bis 1999 am Observatorio del Teide insgesamt zwei Asteroiden, einen davon zusammen mit Cristina Zurita.